# Lev Mej
Lev Aleksandrovitj Mej (ryska: Лев Александрович Мей), född 25 februari (gamla stilen: 13 februari) 1822 i Moskva, död 28 maj (gamla stilen: 16 maj) 1862 i Sankt Petersburg, var en rysk skald.
Mejs originaldiktning, hållen i folklig ton, var tämligen svag, likaså hans dramer; hans historiska skådespel Tsarskaja nevesta (Tsarens brud) och Pskovitianka (Flickan från Pskov) ger en falskt idealiserad bild av Ivan den förskräcklige och hans tid. Däremot var Mej tolkare av utländska diktverk (däribland Anakreon, William Shakespeares "Stormen", Friedrich Schiller, Heinrich Heine och Pierre-Jean de Béranger) och omdiktade i modern form åtskilliga fornryska hjältedikter, varibland Igorkvädet, och "Höga visan". Mejs samlade skrifter utkom i fem band 1887 (med biografisk inledning av Vladimir Zotov).